# Le Mesnil-Lieubray
Le Mesnil-Lieubray est une commune française située dans le département de la Seine-Maritime en région Normandie.

## Géographie

### Localisation
Le Mesnil-Lieubray se situe en Normandie.
| Sigy-en-Bray  | Argueil         |             |
| La Hallotière | Mesnil-Lieubray | Fry         |
| Nolléval      |                 | La Feuillie |

### Hydrographie
La commune est située dans le bassin Seine-Normandie. Elle est drainée par l'Andelle, le ruisseau de Bievredent et divers autres petits cours d'eau,.
L'Andelle, d'une longueur de 57 km, prend sa source dans la commune de Serqueux et se jette  dans la Seine à Pîtres, après avoir traversé 24 communes. 

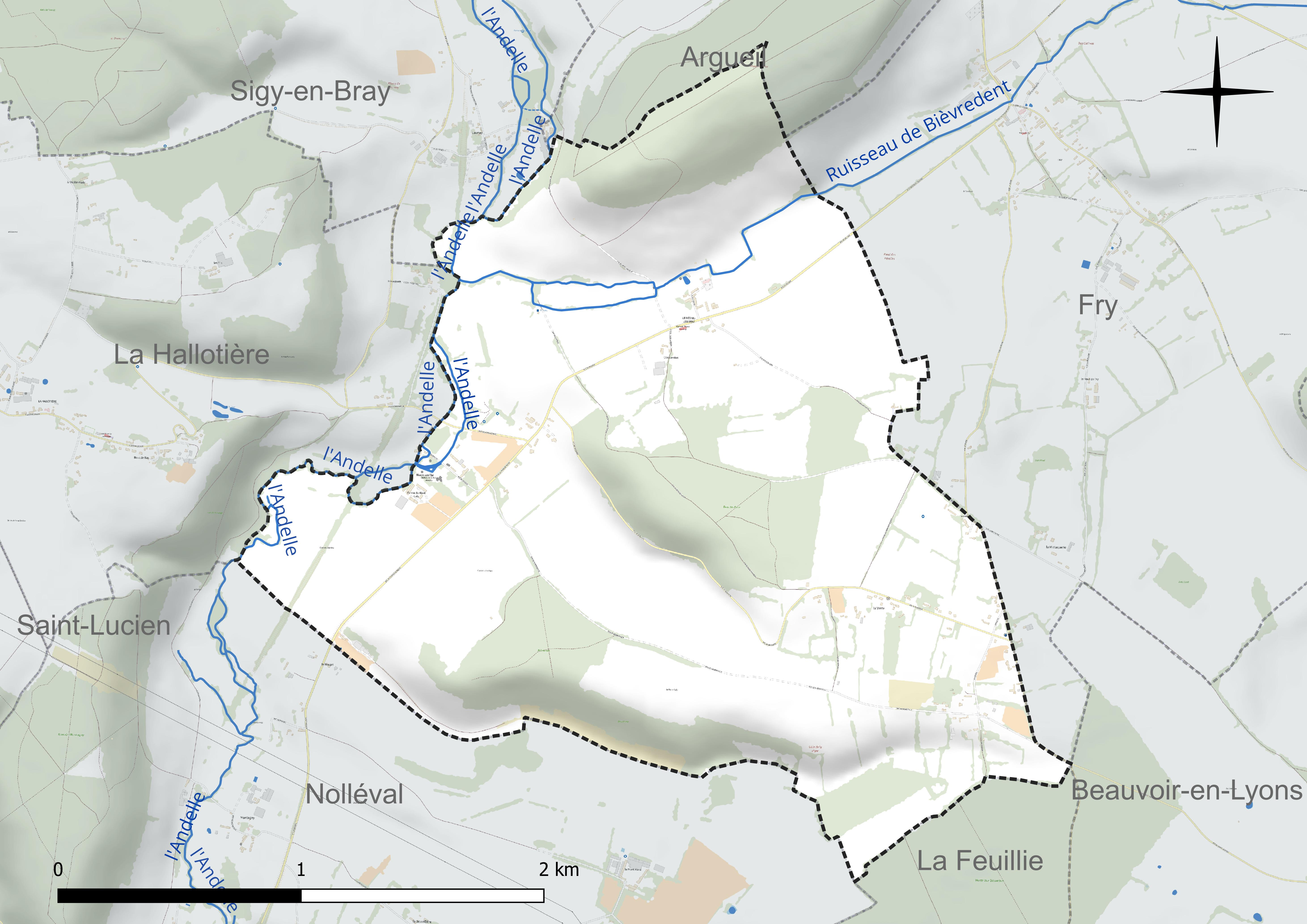
Réseau hydrographique du Mesnil-Lieubray.

### Climat
Pour des articles plus généraux, voir Climat de la Normandie et Climat de la Seine-Maritime.
En 2010, le climat de la commune est de type climat océanique dégradé des plaines du Centre et du Nord, selon une étude du CNRS s'appuyant sur une série de données couvrant la période 1971-2000. En 2020, Météo-France publie une typologie des climats de la France métropolitaine dans laquelle la commune est exposée à un climat océanique et est dans la région climatique Côtes de la Manche orientale, caractérisée par un faible ensoleillement (1 550 h/an) ; forte humidité de l’air (plus de 20 h/jour avec humidité relative > 80 % en hiver), vents forts fréquents. Parallèlement le GIEC normand, un groupe régional d’experts sur le climat, différencie quant à lui, dans une étude de 2020, trois grands types de climats pour la région Normandie, nuancés à une échelle plus fine par les facteurs géographiques locaux. La commune est, selon ce zonage, exposée à un « climat contrasté des collines », correspondant au Pays de Bray, bien arrosé et frais.
Pour la période 1971-2000, la température annuelle moyenne est de 10,1 °C, avec une amplitude thermique annuelle de 13,9 °C. Le cumul annuel moyen de précipitations est de 826 mm, avec 12,8 jours de précipitations en janvier et 8,4 jours en juillet. Pour la période 1991-2020, la température moyenne annuelle observée sur la station météorologique la plus proche, située sur la commune de Forges-les-Eaux à 11 km à vol d'oiseau, est de 10,7 °C et le cumul annuel moyen de précipitations est de 860,1 mm,. Pour l'avenir, les paramètres climatiques de la commune estimés pour 2050 selon différents scénarios d’émission de gaz à effet de serre sont consultables sur un site dédié publié par Météo-France en novembre 2022.

### Milieux naturels et biodiversité
ZNIEFF de type 1
Le mont Sauveur est classé en zone naturelle d'intérêt écologique, faunistique et floristique (ZNIEFF).
Sites classé et inscrit
- La ferme au Mesnil-Lieubray  Site classé (1943)[12].
- Le château de la Reine Blanche au Mesnil-Lieubray  Site inscrit (1943)[13].

## Urbanisme

### Typologie
Au 1er janvier 2024, Le Mesnil-Lieubray est catégorisée commune rurale à habitat dispersé, selon la nouvelle grille communale de densité à sept niveaux définie par l'Insee en 2022.
Elle est située hors unité urbaine.
Par ailleurs la commune fait partie de l'aire d'attraction de Rouen, dont elle est une commune de la couronne,. Cette aire, qui regroupe 317 communes, est catégorisée dans les aires de 200 000 à moins de 700 000 habitants,.

### Occupation des sols
L'occupation des sols de la commune, telle qu'elle ressort de la base de données européenne d’occupation biophysique des sols Corine Land Cover (CLC), est marquée par l'importance des territoires agricoles (78,8 % en 2018), une proportion identique à celle de 1990 (78,8 %).
La répartition détaillée en 2018 est la suivante : prairies (50,2 %), terres arables (28,6 %), forêts (21,2 %).

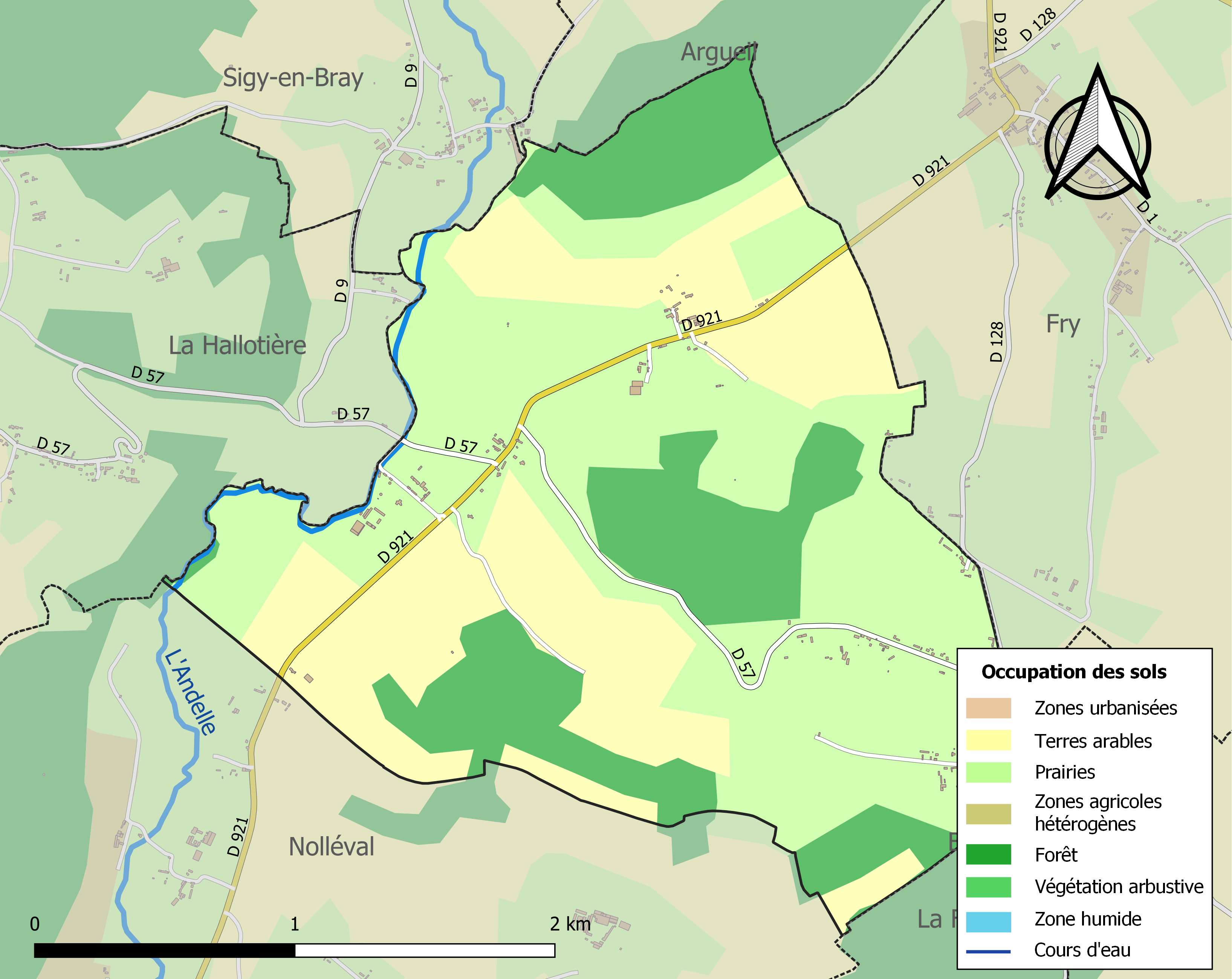
Carte des infrastructures et de l'occupation des sols de la commune en 2018 (CLC).

L'évolution de l’occupation des sols de la commune et de ses infrastructures peut être observée sur les différentes représentations cartographiques du territoire : la carte de Cassini (XVIIIe siècle), la carte d'état-major (1820-1866) et les cartes ou photos aériennes de l'IGN pour la période actuelle (1950 à aujourd'hui).

## Toponymie
Le nom de la localité est attesté sous la forme Mesnil Libre vers 1210.
Mesnil est un ancien nom commun tombé en désuétude et qui se retrouve aujourd'hui dans de nombreux toponymes. Mesnil désignait jusqu'à l'Ancien Régime un domaine rural.
Le second terme de ce nom est emprunté à la famille Lieubray, attestée en ce lieu.

## Histoire
En 1780, la seigneurie fut érigée en baronnie en faveur de jean-Baptiste de Bonardi, maître en la chambre des comptes de Paris.

## Politique et administration
| Période                                  | Période                    | Identité                           | Étiquette | Qualité                        |
| ---------------------------------------- | -------------------------- | ---------------------------------- | --------- | ------------------------------ |
| Les données manquantes sont à compléter. |                            |                                    |           |                                |
|                                          | 1832                       | Jean-Balthazar de Bonardi du Ménil |           |                                |
| Les données manquantes sont à compléter. |                            |                                    |           |                                |
| ca 1849                                  |                            | Charles Victor Aimable Crépin      |           |                                |
| Les données manquantes sont à compléter. |                            |                                    |           |                                |
|                                          |                            | A Dutot                            |           |                                |
| Les données manquantes sont à compléter. |                            |                                    |           |                                |
|                                          | ca 1892                    | Heurteaux                          |           |                                |
| Les données manquantes sont à compléter. |                            |                                    |           |                                |
| mars 1995                                | En cours (au 10 août 2020) | Jérôme Grisel                      | DVD       | Réélu pour le mandat 2020-2026 |

## Démographie
L'évolution du nombre d'habitants est connue à travers les recensements de la population effectués dans la commune depuis 1793. Pour les communes de moins de 10 000 habitants, une enquête de recensement portant sur toute la population est réalisée tous les cinq ans, les populations de référence des années intermédiaires étant quant à elles estimées par interpolation ou extrapolation. Pour la commune, le premier recensement exhaustif entrant dans le cadre du nouveau dispositif a été réalisé en 2008.

En 2022, la commune comptait 94 habitants, en évolution de −6,93 % par rapport à 2016 (Seine-Maritime : +0,35 %, France hors Mayotte : +2,11 %).
| 1793 | 1800 | 1806 | 1821 | 1831 | 1836 | 1841 | 1846 | 1851 |
| ---- | ---- | ---- | ---- | ---- | ---- | ---- | ---- | ---- |
| 240  | 280  | 306  | 305  | 290  | 265  | 257  | 259  | 269  |

| 1856 | 1861 | 1866 | 1872 | 1876 | 1881 | 1886 | 1891 | 1896 |
| ---- | ---- | ---- | ---- | ---- | ---- | ---- | ---- | ---- |
| 266  | 247  | 225  | 202  | 189  | 194  | 199  | 200  | 196  |

| 1901 | 1906 | 1911 | 1921 | 1926 | 1931 | 1936 | 1946 | 1954 |
| ---- | ---- | ---- | ---- | ---- | ---- | ---- | ---- | ---- |
| 195  | 183  | 178  | 137  | 144  | 137  | 129  | 158  | 138  |

| 1962 | 1968 | 1975 | 1982 | 1990 | 1999 | 2006 | 2008 | 2013 |
| ---- | ---- | ---- | ---- | ---- | ---- | ---- | ---- | ---- |
| 148  | 114  | 106  | 105  | 82   | 65   | 91   | 98   | 104  |

| 2018 | 2022 | - | - | - | - | - | - | - |
| ---- | ---- | - | - | - | - | - | - | - |
| 97   | 94   | - | - | - | - | - | - | - |

## Culture locale et patrimoine

### Lieux et monuments
- Église Sainte-Geneviève, dont la cloche a été reposée en 1849[26]
- Château de la Reine Blanche du XVIe siècle, style Renaissance, propriété de la famille Zardari-Butto[27] ; connu aussi sous la dénomination toponymique de château de Normanville[28]. Le domaine comporte un colombier. Le surnom Reine Blanche trouve son origine dans le nom de Blanche de Navarre (1331-1398) (par le fait de l'appartenance de Normanville à son douaire de Gournay)[26]. On a une trace d'aliénation du domaine en 1910[29] puis 1921[30].
- Colombier cylindrique en contrebas de l'église. Il est le dernier vestige du château du Mesnil-Lieubray démoli en 1840[20].

### Personnalités liées à la commune
- Charles Pigeon (1838-1915), inventeur et entrepreneur y est né
- Famille de Bonardi, seigneur, baron (1778) ou marquis du Mesnil selon les époques

### Héraldique
| Armes de Le Mesnil-Lieubray | Les armes de la commune du Mesnil-Lieubray se blasonnent ainsi : écartelé au 1er de gueules à la grappe de raisin tigée et feuillée d’or, au 2d d’azur à la feuille de scie d’argent, au 3e d’azur aux deux burèles d’argent, au 4e de gueules à la pomme tigée et feuillée d’or ; sur le tout d’or à la croix latine losangée de neuf pièces de gueules. |